# Jan Zwartkruis
Jan Zwartkruis (Elst, 1926. február 18. – Amersfoort, 2013. március 7.) holland labdarúgó, edző, szövetségi kapitány.

## Pályafutása
Az 1950-es években az elsti SV Spero és az amersfoorti HVC amatőr csapatainak a labdarúgója volt.
Az 1950-es évek végén amersfoorti csapatoknál (AFC Quick 1890, CJVV) kezdte az edzői karrierjét. 1962-től katonai labdarúgócsapatoknál is tevékenykedett egészen 1981-ig. 1962 novemberében lett az egyik segédedzője Schwartz Eleknek a holland válogatottnál.
1975–76-ban az SV Spakenburg vezetőedzője volt. 1976 és 1981 között a holland válogatott szövetségi kapitánya volt két időszakban. Az 1978-as argentínai világbajnokságra Ernst Happelt kérték fel szövetségi kapitánynak és ez idő alatt az ő asszisztense volt. Az 1980-as olaszországi Európa-bajnokságon ő irányított a holland válogatott szakmai munkáját. Összesen 28 mérkőzésen működött közre szövetségi kapitányként. 1992 és 1994 között a Holland Antillák válogatottjánál tevékenykedett.

## Sikerei, díjai
- Világbajnokság – segédedzőként
  - ezüstérmes: 1978, Argentína

## Statisztika

### Mérkőzései holland szövetségi kapitányként
| Hollandia | Hollandia            | Hollandia                             | Hollandia     | Hollandia | Hollandia      | Hollandia     | Hollandia | Hollandia |
| #         | Dátum                | Helyszín                              | Hazai         | Eredmény  | Vendég         | Kiírás        | Gólok     | Esemény   |
| --------- | -------------------- | ------------------------------------- | ------------- | --------- | -------------- | ------------- | --------- | --------- |
| 1.        | 1976. szeptember 8.  | Reykjavík, Laugardalsvöllur           | Izland        | 0 – 1     | Hollandia      | vb-selejtező  | -         |           |
| 2.        | 1976. október 13.    | Rotterdam, Feijenoord Stadion         | Hollandia     | 2 – 2     | Észak-Írország | vb-selejtező  | -         |           |
| 3.        | 1977. február 9.     | London, Wembley Stadion               | Anglia        | 0 – 2     | Hollandia      | barátságos    | -         |           |
| 4.        | 1977. március 26.    | Antwerpen, Bosuilstadion              | Belgium       | 0 – 2     | Hollandia      | vb-selejtező  | -         |           |
| 5.        | 1977. október 5.     | Rotterdam, Feijenoord Stadion         | Hollandia     | 0 – 0     | Szovjetunió    | barátságos    | -         |           |
| 6.        | 1977. október 26.    | Amszterdam, Olimpiai Stadion          | Hollandia     | 1 – 0     | Belgium        | vb-selejtező  | -         |           |
| 7.        | 1978. szeptember 20. | Nijmegen, Goffertstadion              | Hollandia     | 3 – 0     | Izland         | Eb-selejtező  | -         |           |
| 8.        | 1978. október 11.    | Bern, Wankdorfstadion                 | Svájc         | 1 – 3     | Hollandia      | Eb-selejtező  | -         |           |
| 9.        | 1978. november 15.   | Rotterdam, Feijenoord Stadion         | Hollandia     | 3 – 0     | NDK            | Eb-selejtező  | -         |           |
| 10.       | 1978. december 20.   | Düsseldorf, Rheinstadion              | NSZK          | 3 – 1     | Hollandia      | barátságos    | -         |           |
| 11.       | 1979. február 24.    | Milánó, Giuseppe Meazza Stadion       | Olaszország   | 3 – 0     | Hollandia      | barátságos    | -         |           |
| 12.       | 1979. március 28.    | Eindhoven, Philips Sportpark          | Hollandia     | 3 – 0     | Svájc          | Eb-selejtező  | -         |           |
| 13.       | 1979. május 2.       | Chorzów, Stadion Śląski               | Lengyelország | 2 – 0     | Hollandia      | Eb-selejtező  | -         |           |
| 14.       | 1979. május 22.      | Bern, Wankdorfstadion (SUI)           | Argentína     | 0 – 0     | Hollandia      | barátságos    | -         |           |
| 15.       | 1979. szeptember 5.  | Reykjavík, Laugardalsvöllur           | Izland        | 0 – 4     | Hollandia      | Eb-selejtező  | -         |           |
| 16.       | 1979. szeptember 26. | Rotterdam, Feijenoord Stadion         | Hollandia     | 1 – 0     | Belgium        | barátságos    | -         |           |
| 17.       | 1979. október 17.    | Amszterdam, Olimpiai Stadion          | Hollandia     | 1 – 1     | Lengyelország  | Eb-selejtező  | -         |           |
| 18.       | 1979. november 21.   | Lipcse, Zentralstadion                | NDK           | 2 – 3     | Hollandia      | Eb-selejtező  | -         |           |
| 19.       | 1980. január 23.     | Vigo, Estadio de Balaídos             | Spanyolország | 1 – 0     | Hollandia      | barátságos    | -         |           |
| 20.       | 1980. március 26.    | Párizs, Parc des Princes              | Franciaország | 0 – 0     | Hollandia      | barátságos    | -         |           |
| 21.       | 1980. június 11.     | Nápoly, Stadio San Paolo (ITA)        | Görögország   | 0 – 1     | Hollandia      | Eb-csoportkör | -         |           |
| 22.       | 1980. június 14.     | Nápoly, Stadio San Paolo (ITA)        | NSZK          | 3 – 2     | Hollandia      | Eb-csoportkör | -         |           |
| 23.       | 1980. június 17.     | Milánó, Giuseppe Meazza Stadion (ITA) | Csehszlovákia | 1 – 1     | Hollandia      | Eb-csoportkör | -         |           |
| 24.       | 1980. szeptember 10. | Dublin, Lansdowne Road                | Írország      | 2 – 1     | Hollandia      | vb-selejtező  | -         |           |
| 25.       | 1980. október 11.    | Eindhoven, Philips Sportpark          | Hollandia     | 1 – 1     | NSZK           | barátságos    | -         |           |
| 26.       | 1980. november 19.   | Brüsszel, Heysel Stadion              | Belgium       | 1 – 0     | Hollandia      | vb-selejtező  | -         |           |
| 27.       | 1980. december 30.   | Montevideo, Estadio Centenario        | Uruguay       | 2 – 0     | Hollandia      | Mundialito    | -         |           |
| 28.       | 1981. január 6.      | Montevideo, Estadio Centenario (URU)  | Olaszország   | 1 – 1     | Hollandia      | Mundialito    | -         |           |
|           | Összesen             |                                       |               | –         | mérkőzés       |               | –         | gól       |

Megjegyzés: Az 1977. október 5-i és 26-i mérkőzésen Ernst Happellel közösen irányította a csapat szakmai munkáját.